# Dendropsophus stingi
Dendropsophus stingi là một loài ếch thuộc họ Nhái bén.
Đây là loài đặc hữu của Colombia.
Môi trường sống tự nhiên của chúng là đồng cỏ nhiệt đới hoặc cận nhiệt đới vùng ngập nước hoặc lụt theo mùa, đầm lầy, đầm nước ngọt, đầm nước ngọt có nước theo mùa, vùng đồng cỏ, và rừng thoái hóa nghiêm trọng.
Tên loài này được đặt theo Sting để công nhận"các nỗ lực và đóng góp của ông cứu rừng mưa"(Kaplan 1994).